# Umar Arteh Ghalib

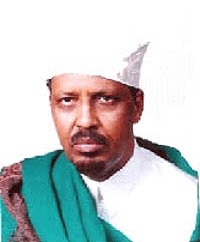
Umar Arteh Ghalib

Umar Arteh Ghalib (* 1930; † 18. November 2020 in Hargeysa) war ein somalischer Politiker.
Er war von 1969 bis 1977 Außenminister Somalias und wurde am 24. Januar 1991 zum Premierminister des Landes ernannt, kurz bevor die Regierung unter Siad Barre entmachtet wurde und der somalische Bürgerkrieg ausbrach. Formal behielt Ghalib sein Amt bis 1997. Er gehört dem Clan der Isaaq an und war Mitglied des Vereinten Somalischen Kongresses (VSK).